# Svetlana Grozdova
Svetlana Christoforovna Grozdova (Russisch: Светлана Христофоровна Гроздова) (Rostov aan de Don, 29 januari 1959) is een voormalig turnster uit de Sovjet-Unie.
Grozdova won tijdens de Olympische Zomerspelen 1976 in het Canadese 
Montreal de gouden medaille in de landenwedstrijd, individueel kom zij niet doordringen tot een finale.

## Resultaten

### Olympische Zomerspelen
| Jaar | Plaats   | Resultaten      |
| ---- | -------- | --------------- |
| 1976 | Montreal | landenwedstrijd |